# Hemma (Ostfrankenreich)

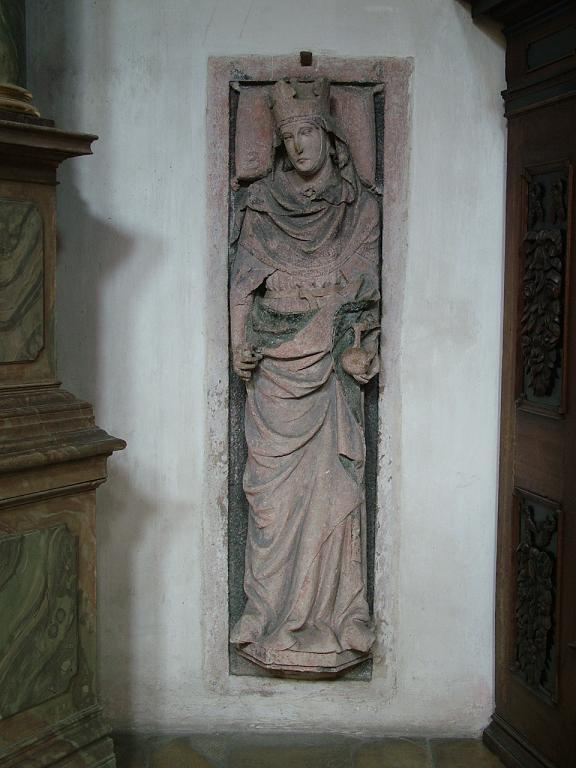
Grabmal der Hemma in Sankt Emmeram

Hemma (auch Emma von Altdorf oder Selige Hemma von Regensburg genannt, * 808; † 31. Januar 876) war ab 827 ostfränkische Königin als Gemahlin Ludwigs des Deutschen. Sie war Tochter des Grafen Welf I. und dessen Frau Heilwig aus Sachsen († nach 835) und damit die Schwester der Kaiserin Judith. Da diese ihren Schwiegervater Ludwig den Frommen heiratete, war Hemma nicht nur Judiths Schwester, sondern auch ihre Stiefschwiegertochter.
Hemma und Ludwig hatten sieben Kinder, drei Söhne, Karlmann, Ludwig, genannt der Jüngere, und Karl III., auch der Dicke genannt, und vier Töchter namens Hildegard, Irmgard und Bertha, die in den Kirchendienst traten, und Gisla, von der nichts weiter bekannt ist.
Während sie hauptsächlich im Kontext des Frauenstifts Obermünster, das sie mit ihrem Mann neugründete und dem sie vorstand, auftaucht, erscheint Hemma im Vergleich zu anderen Königinnen des Früh- und Hochmittelalters nur äußerst selten in Urkunden. Auf die Regierung scheint sie daher keinen großen Einfluss genommen zu haben, die Quellen zu Hemma betonen stattdessen ihre Tugendhaftigkeit und Schönheit sowie die beiderseitige Vorbildlichkeit des Ehelebens. Allerdings warf ihr der Geschichtsschreiber Hinkmar vor, den ältesten Sohn Karlmann zu sehr bevorzugt zu haben. Da der König – angeblich durch diesen Einfluss – das Unterkönigreich Karlmanns auf Kosten der Herrschaftsgebiete seiner anderen Söhne stark vergrößerte, brach ein Aufstand unter der Führung Karls III. und Ludwigs III. aus, der jedoch mit einer Versöhnung endete.
Gegen Ende des Jahres 874 wurde Hemma durch eine Lähmung stumm und starb im Januar 876 in Abwesenheit ihres Mannes, der sie im Jahr zuvor das letzte Mal besucht hatte.
Der Begräbnisort Hemmas ist umstritten. Widersprüchliche Angaben in mittelalterlichen Quellen sowie eine durch Fälschungen erschwerte Quellenlage führten schon im Spätmittelalter zu Konflikten zwischen dem Kloster Sankt Emmeram und dem Stift Obermünster in Regensburg, die beide das Grab der Hemma für sich beanspruchten. Bis heute kann keine eindeutige Aussage getroffen werden. Sowohl Sankt Emmeram als auch Obermünster haben gute Argumente auf ihrer Seite (siehe #Literatur). Aufgrund des engen Verhältnisses, das zwischen Hemma und Obermünster existierte, ist es aber wahrscheinlicher, dass diese Verbundenheit nicht mit ihrem Tod endete, sondern dass vielmehr entsprechende Quellenstellen den tatsächlichen Ort der Bestattung belegen.

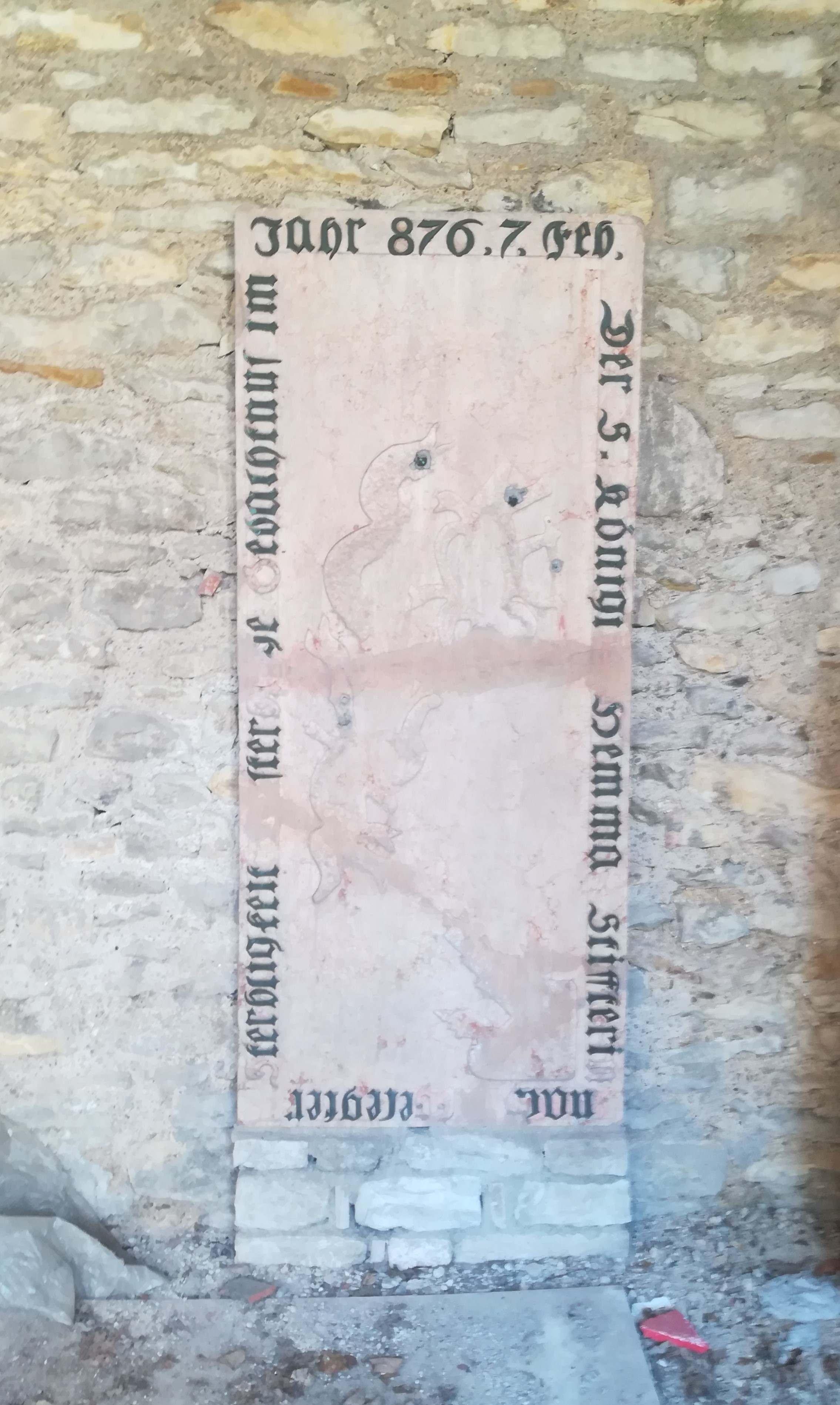
Grabmal Königin Hemmas im Regensburger Obermünster

Ihr Grabmal in Sankt Emmeram gilt als eines der bedeutendsten deutschen Monumente des 13. Jahrhunderts.